# Yenoudié Rébéka Roxane Soukaïna Lankoandé
Yenoudié Rébéka Roxane Soukaïna Lankoandé née le 21 septembre 1994 à Ouagadougou est une écrivaine burkinabè. Elle est auteure de trois œuvres.

## Biographie

### Enfance & Etudes
Roxane Lankoandé , naît à Ouagadougou. Elle fréquente l’école primaire de Somgandé et le Lycée Philippe Zinda Kaboré jusqu’à l’obtention de son Baccalauréat Série A. A l’Université Aube Nouvelle, elle fait des études en Droit. Juriste, elle offre sa voix et sa plume pour l’égalité et la justice sociale. Elle fonde une organisation à but non lucratif du nom de – Supprimons La Marge- (SUPLAMAR),. Dans ses œuvres, elle aborde la situation féminine du Burkina Faso.

## Œuvres littéraires
- 2021 : Déclic fatal[5]
- 2023 : La lionne de Manni (Nouvelle contenu dans le recueil collectif « le soleil se lèvera »)
- 2024 : Cupidon, ce bâtard !

## Distinctions
Premier prix du concours d’écriture “Women’s Day” organisé par l’ambassade d’Allemagne